# Radu Craiovescu
Radu Craiovescu  (n. secolul al XV-lea - d. înainte de 1507) a fost un boier român, fiul lui Neagoe Ștrehăianul și fratele lui Barbu, Pârvu și Danciu Craiovescu. Un document din 3 decembrie 1507 vorbește de Barbu, Pârvu și Danciu, omițându-l pe Radu care probabil murise la acea dată.

## Mănăstirile Bistrița, Tismana și Xenofon
Mănăstirea Bistrița era zidită de Radu și de frații săi înainte de 16 martie 1494 când este întărită de Vlad Călugărul. Tot ei dăruiesc mănăstirii satele Brâncoveni și Plăviceni.
Tot ei au dăruit un clopot prin 1496-97 și un chivot.
Ei dăruiesc și un panaghiar mănăstirii Tismana
La mănăstirea Xenofon sunt zugrăviți cei patru frați

## Familia

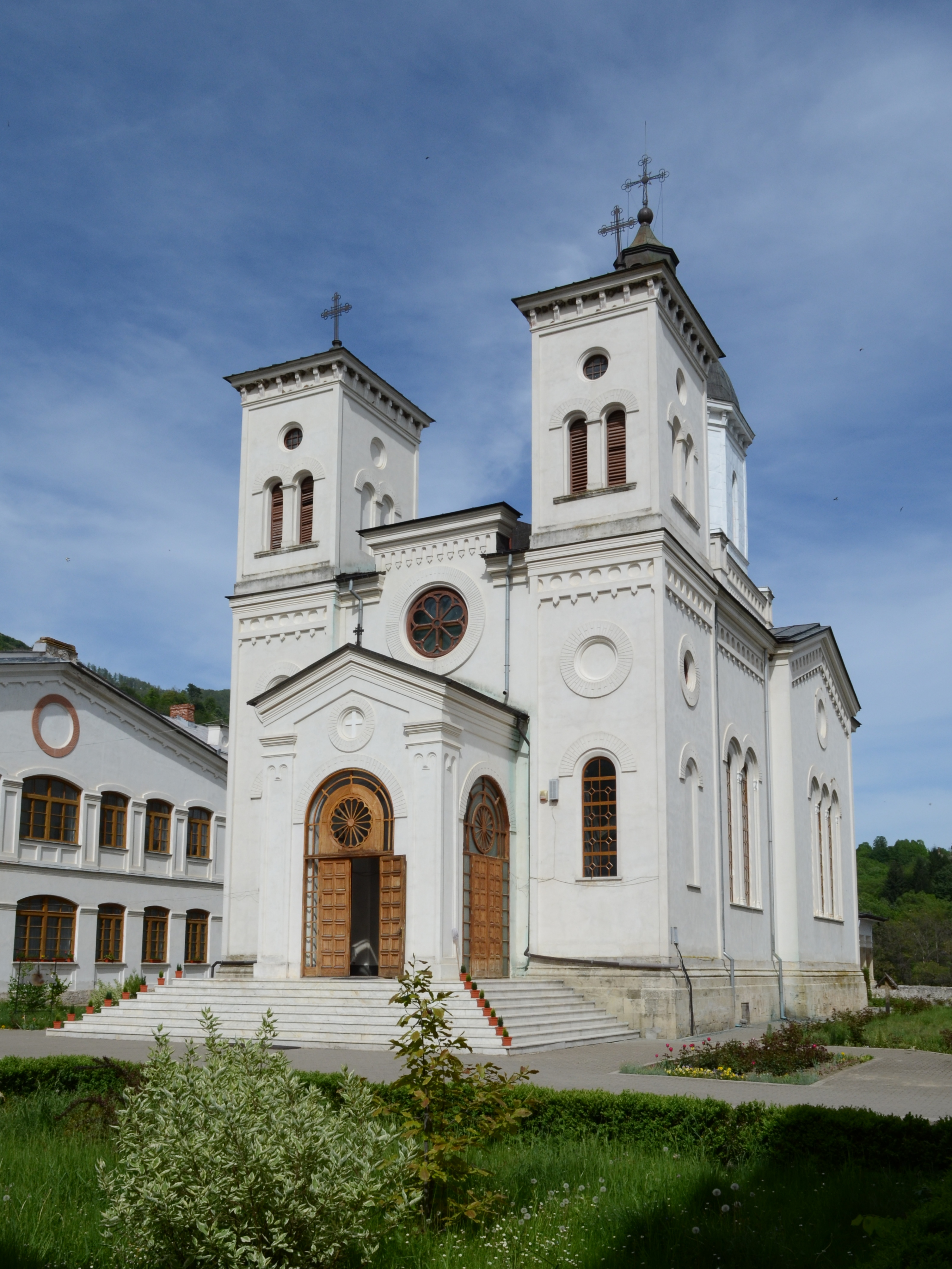
Mănăstirea Bistrița zidită de Barbu I, Pârvu, Danciu și Radu

El se căsătorise cu Velica și are o fiică, Marga sau Maria, Strămoașa lui Radu Șerban și un fiu, Pârvu Craiovescu al II-lea.

## Ca boier
În 1501, într-un pomelnic, Radu poartă titlul de postelnic.